# 이동업
이동업(李東業, 1963년 10월 20일 ~ )은 대한민국의 제11대 경상북도의원이다.

## 학력
- 남성국민학교 졸업
- 영일중학교 졸업
- 영일고등학교 졸업
- 포항실업전문대학 토목과 졸업
- 영남대학교 식품산업경영학과 졸업

### 비학위 수료
- 경북대학교 대학원 도시및지역개발전공 졸업

## 경력
- 연일읍 방위협의회 회장
- 연일읍 체육회 회장
- 연일읍 개발자문위원
- 제11·12회 부조장터 문화축제 추진위원장
- 영일중학교 운영위원회 위원장
- 영일고등학교 총동문회장
- 새누리당 경북도당 홍보위원장
- 새누리당 경북도당 대외협력위원장
- 남성초등학교 총동창회 회장
- 법무부 법사랑위원 포항시 지역연합회 회원
- 포항철강단지전문건설협회 임금단체협의회 교섭대표회 위원장
- 포항시 체육회 부회장
- 포항빛살지역아동센터 운영위원
- 미래통합당 경북도당 부위원장
- 2020.04 ~ 2022.06 제11대 경상북도의회 의원
  - 2020.04 ~ 2020.07 제11대 경상북도의회 전반기 문화환경위원회 위원
  - 2020.07 ~ 2022.06 제11대 경상북도의회 의회운영위원회 위원
  - 2020.07 ~ 2022.06 제11대 경상북도의회 후반기 문화환경위원회 부위원장
  - 2020.07 ~ 2022.06 제11대 경상북도의회 제8기 정책연구위원회 위원
- 2022.07 ~ 제12대 경상북도의회 의원
  - 2022.07 ~ 2024.06 제12대 경상북도의회 전반기 문화환경위원회 위원
  - 2022.07 ~ 2024.06 제12대 경상북도의회 전반기 예산결산특별위원회 위원
  - 2025APEC정상회의경상북도유치특별위원회 위원
  - 제12대 경상북도의회 후반기 문화환경위원회 위원장

## 역대 선거 결과
|  | 65.34% |

|  | 0% |